# Клетно (Калузька область)
Клетно (рос. Клетно) — присілок в Хвастовицькому районі Калузької області Російської Федерації.
Населення становить 11 осіб. Входить до складу муніципального утворення Село Слобода.

## Історія
Від 2004 року входить до складу муніципального утворення Село Слобода

## Населення
| 2002 | 2010 |
| ---- | ---- |
| 38   | ↘11  |